# بخش دوچوکه (شهرستان آگلایزه، اوهایو)
بخش دوچوکه (به انگلیسی: Duchouquet Township) یک منطقهٔ مسکونی در ایالات متحده آمریکا است که در شهرستان اوگلایز واقع شده‌است. بخش دوچوکه ۱۰۹٫۵ کیلومتر مربع مساحت و ۱۴٬۴۹۹ نفر جمعیت دارد و ۲۸۲ متر بالاتر از سطح دریا واقع شده‌است.